# Patriarca Màxim V
Màxim V (en grec Μάξιμος Ε´) va ser Patriarca de Constantinoble de l'any 1946 al 1948.
Va néixer a Sinope, a la costa de la mar Negra, l'any 1897. Va fer els primers estudis a l'escola de la seva ciutat i després va anar a l'Escola Teològica de Halki, l'any 1912. L'any 1918 va ser ordenat diaca i a partir de l'any 1919 era ardiaca del metropolità de Calcedònia Gregori VII, després patriarca de Constantinoble. Més tard va ser ardiaca del metropolità d'Efes. L'any 1920 era ardiaca del Patriarcat Ecumènic. L'any 1928, quan era patriarca Basili II, va ser nomenat arximandrita.
L'any 1931 era a l'església de Xipre, i el 1932 va ser nomenat metropolità de Calcedònia. Quan va morir Foci II l'any 1935 era un dels candidats per substituir-lo, però era un personatge polèmic i es va elegir al Patriarca Benjamí I molt menys conflictiu. Durant el patriarcat de Benjamí, que estava malalt, va ser un dels que ajudaven en la direcció de l'Església.
Nomenat Patriarca de Constantinoble el 20 de gener de 1946, segons la versió oficial va renunciar al càrrec, per motius de salut, el 18 d'octubre de 1948. La versió extraoficial manté que va ser obligat a dimitir per les seves idees esquerranes que l'havien portat a un acostament amb el Patriarca de Moscou que estava totalment controlat pel Kremlin. Al dimitir, va anar a Suïssa per tractar la seva malaltia. Més tard va tornar a Calcedònia. Retornat a Suïssa, al final del 1971, va patir una broncopneumònia, i va morir l'1 de gener de 1972.